# NGC 6516
NGC 6516 est une galaxie lenticulaire située dans la constellation du Dragon. Sa vitesse par rapport au fond diffus cosmologique est de 7 513 ± 300 km/s, ce qui correspond à une distance de Hubble de 110,8 ± 8,9 Mpc (∼361 millions d'al). NGC 6516 a été découverte par l'astronome prussien Heinrich Louis d'Arrest en 1861.